# Even in the Quietest Moments...
Even In The Quietest Moments... is een album uit 1977 van de Britse symfonische rockgroep Supertramp. Het is het vijfde studioalbum van de groep en bereikte in Amerika de zestiende plaats in de Billboard Pop Albums Charts. Op het album staat de hit "Give a Little Bit".
Het album werd opgenomen in de Caribou Studios in Colorado, onder leiding van technicus Peter Henderson. Het was voor Supertramp in de Verenigde Staten het eerste gouden album (meer dan 500.000 exemplaren verkocht). In 1990 werd het album op cd uitgebracht.
De albumhoes bevat een foto van een besneeuwde vleugel op een bergtop. Deze foto is niet gemanipuleerd en werd genomen nabij Nederland (Colorado). De lucht was zo ijl dat de partijen van John Helliwell (onder andere saxofoon) later in Los Angeles moesten worden opgenomen. De zang van Davies en Hodgson klinkt ook hoger dan op andere albums.

## Bezetting
- Rick Davies - keyboard, zang
- John Helliwell - saxofoon, zang, klarinet, melodica op From Now On
- Roger Hodgson - gitaar, keyboard, zang
- Bob Siebenberg (vermeld als C. Benberg) - percussie, drum
- Dougie Thomson - bas
- Gary Mielke - oberheim synthesizer

## Nummers
Alle muziek en teksten zijn geschreven door Rick Davies en Roger Hodgson. 
| 1.                 | Give a Little Bit            | Hodgson | 4:08  |
| 2.                 | Lover Boy                    | Davies  | 6:49  |
| 3.                 | Even in the Quietest Moments | Hodgson | 6:28  |
| 4.                 | Downstream                   | Davies  | 4:01  |
| 5.                 | Babaji                       | Hodgson | 4:51  |
| 6.                 | From Now On                  | Davies  | 6:21  |
| 7.                 | Fool's Overture              | Hodgson | 10:52 |
| Totale duur: 43:24 |                              |         |       |

## Hitnotering

### NederlandseAlbum Top 100
| Hitnotering: (Week 1 t/m 15) 16-04-1977 t/m 23-07-1977 Hitnotering: (Week 16 t/m 41) 27-08-1977 t/m 18-02-1978 | Hitnotering: (Week 1 t/m 15) 16-04-1977 t/m 23-07-1977 Hitnotering: (Week 16 t/m 41) 27-08-1977 t/m 18-02-1978 | Hitnotering: (Week 1 t/m 15) 16-04-1977 t/m 23-07-1977 Hitnotering: (Week 16 t/m 41) 27-08-1977 t/m 18-02-1978 | Hitnotering: (Week 1 t/m 15) 16-04-1977 t/m 23-07-1977 Hitnotering: (Week 16 t/m 41) 27-08-1977 t/m 18-02-1978 | Hitnotering: (Week 1 t/m 15) 16-04-1977 t/m 23-07-1977 Hitnotering: (Week 16 t/m 41) 27-08-1977 t/m 18-02-1978 | Hitnotering: (Week 1 t/m 15) 16-04-1977 t/m 23-07-1977 Hitnotering: (Week 16 t/m 41) 27-08-1977 t/m 18-02-1978 | Hitnotering: (Week 1 t/m 15) 16-04-1977 t/m 23-07-1977 Hitnotering: (Week 16 t/m 41) 27-08-1977 t/m 18-02-1978 | Hitnotering: (Week 1 t/m 15) 16-04-1977 t/m 23-07-1977 Hitnotering: (Week 16 t/m 41) 27-08-1977 t/m 18-02-1978 | Hitnotering: (Week 1 t/m 15) 16-04-1977 t/m 23-07-1977 Hitnotering: (Week 16 t/m 41) 27-08-1977 t/m 18-02-1978 | Hitnotering: (Week 1 t/m 15) 16-04-1977 t/m 23-07-1977 Hitnotering: (Week 16 t/m 41) 27-08-1977 t/m 18-02-1978 | Hitnotering: (Week 1 t/m 15) 16-04-1977 t/m 23-07-1977 Hitnotering: (Week 16 t/m 41) 27-08-1977 t/m 18-02-1978 | Hitnotering: (Week 1 t/m 15) 16-04-1977 t/m 23-07-1977 Hitnotering: (Week 16 t/m 41) 27-08-1977 t/m 18-02-1978 | Hitnotering: (Week 1 t/m 15) 16-04-1977 t/m 23-07-1977 Hitnotering: (Week 16 t/m 41) 27-08-1977 t/m 18-02-1978 | Hitnotering: (Week 1 t/m 15) 16-04-1977 t/m 23-07-1977 Hitnotering: (Week 16 t/m 41) 27-08-1977 t/m 18-02-1978 | Hitnotering: (Week 1 t/m 15) 16-04-1977 t/m 23-07-1977 Hitnotering: (Week 16 t/m 41) 27-08-1977 t/m 18-02-1978 | Hitnotering: (Week 1 t/m 15) 16-04-1977 t/m 23-07-1977 Hitnotering: (Week 16 t/m 41) 27-08-1977 t/m 18-02-1978 | Hitnotering: (Week 1 t/m 15) 16-04-1977 t/m 23-07-1977 Hitnotering: (Week 16 t/m 41) 27-08-1977 t/m 18-02-1978 | Hitnotering: (Week 1 t/m 15) 16-04-1977 t/m 23-07-1977 Hitnotering: (Week 16 t/m 41) 27-08-1977 t/m 18-02-1978 | Hitnotering: (Week 1 t/m 15) 16-04-1977 t/m 23-07-1977 Hitnotering: (Week 16 t/m 41) 27-08-1977 t/m 18-02-1978 | Hitnotering: (Week 1 t/m 15) 16-04-1977 t/m 23-07-1977 Hitnotering: (Week 16 t/m 41) 27-08-1977 t/m 18-02-1978 | Hitnotering: (Week 1 t/m 15) 16-04-1977 t/m 23-07-1977 Hitnotering: (Week 16 t/m 41) 27-08-1977 t/m 18-02-1978 | Hitnotering: (Week 1 t/m 15) 16-04-1977 t/m 23-07-1977 Hitnotering: (Week 16 t/m 41) 27-08-1977 t/m 18-02-1978 | Hitnotering: (Week 1 t/m 15) 16-04-1977 t/m 23-07-1977 Hitnotering: (Week 16 t/m 41) 27-08-1977 t/m 18-02-1978 |
| Week: | 1 | 2 | 3 | 4 | 5 | 6 | 7 | 8 | 9 | 10 | 11 | 12 | 13 | 14 | 15 | | 16 | 17 | 18 | 19 | 20 | 21 |
| --- | --- | --- | --- | --- | --- | --- | --- | --- | --- | --- | --- | --- | --- | --- | --- | --- | --- | --- | --- | --- | --- | --- |
| Positie: | 18 | 10 | 5 | 5 | 6 | 10 | 13 | 14 | 21 | 27 | 34 | 41 | 42 | 45 | 49 | uit | 42 | 33 | 17 | 16 | 11 | 10 |
| Week: | 22 | 23 | 24 | 25 | 26 | 27 | 28 | 29 | 30 | 31 | 32 | 33 | 34 | 35 | 36 | 37 | 38 | 39 | 40 | 41 | | |
| Positie: | 9 | 8 | 7 | 3 | 2 | 1 | 1 | 2 | 3 | 6 | 8 | 11 | 17 | 19 | 22 | 35 | 40 | 47 | 48 | 50 | uit | |